# Seznam evroposlancev iz Francije (2004–2009)
Seznam evroposlancev iz Francije' v mandatu 2004-2009.

## Seznam
| Ime                       | Regija                  | Stranka                        | Strankarska skupina                                    |
| ------------------------- | ----------------------- | ------------------------------ | ------------------------------------------------------ |
| Kader Arif                | Sud-Ouest               | Socialistična stranka          | Stranka evropskih socialistov                          |
| Marie-Hélène Aubert       | Ouest                   | Zeleni                         | Skupina Zelenih-Evropska svobodna zveza                |
| Jean-Pierre Audy          | Massif Central-Centre   | Zveza popularnega gibanja      | Evropska ljudska stranka - Evropski demokrati          |
| Roselyne Bachelot-Narquin | Ouest                   | Zveza popularnega gibanja      | Evropska ljudska stranka - Evropski demokrati          |
| Jean Marie Beaupuy        | Est                     | Zveza za francosko demokracijo | Skupina zavezništva liberalcev in demokratov za Evropo |
| Jean-Luc Bennahmias       | Sud-Est                 | Zeleni                         | Skupina Zelenih-Evropska svobodna zveza                |
| Pervenche Berès           | Ile-de-France           | Socialistična stranka          | Stranka evropskih socialistov                          |
| Guy Bono                  | Sud-Est                 | Socialistična stranka          | Stranka evropskih socialistov                          |
| Jean-Louis Bourlanges     | Nord-Ouest              | Zveza za francosko demokracijo | Skupina zavezništva liberalcev in demokratov za Evropo |
| Bernadette Bourzai        | Massif central - Centre | Socialistična stranka          | Stranka evropskih socialistov                          |
| Marie-Arlette Carlotti    | Sud-Est                 | Socialistična stranka          | Stranka evropskih socialistov                          |
| Françoise Castex          | Sud-Ouest               | Socialistična stranka          | Stranka evropskih socialistov                          |
| Jean-Marie Cavada         | Sud-Ouest               | Zveza za francosko demokracijo | Skupina zavezništva liberalcev in demokratov za Evropo |
| Thierry Cornillet         | Sud-Est                 | Zveza za francosko demokracijo | Skupina zavezništva liberalcev in demokratov za Evropo |
| Jean-Louis Cottigny       | Nord-Ouest              | Socialistična stranka          | Stranka evropskih socialistov                          |
| Paul-Marie Coûteaux       | Ile-de-France           | Gibanje za Francijo            | Samostojnost in demokracija                            |
| Joseph Daul               | Est                     | Zveza popularnega gibanja      | Evropska ljudska stranka - Evropski demokrati          |
| Marielle de Sarnez        | Ile-de-France           | Zveza za francosko demokracijo | Skupina zavezništva liberalcev in demokratov za Evropo |
| Christine de Veyrac       | Sud-Ouest               | Zveza popularnega gibanja      | Evropska ljudska stranka - Evropski demokrati          |
| Philippe de Villiers      | Ouest                   | Gibanje za Francijo            | Samostojnost in demokracija                            |
| Marie-Hélène Descamps     | Massif central - Centre | Zveza popularnega gibanja      | Evropska ljudska stranka - Evropski demokrati          |
| Harlem Désir              | Ile-de-France           | Socialistična stranka          | Stranka evropskih socialistov                          |
| Brigitte Douay            | Nord-Ouest              | Socialistična stranka          | Stranka evropskih socialistov                          |
| Anne Ferreira             | Ile-de-France           | Socialistična stranka          | Stranka evropskih socialistov                          |
| Hélène Flautre            | Nord-Ouest              | Zeleni                         | Skupina Zelenih-Evropska svobodna zveza                |
| Nicole Fontaine           | Ile-de-France           | Zveza popularnega gibanja      | Evropska ljudska stranka - Evropski demokrati          |
| Janelly Fourtou           | Massif central - Centre | Zveza za francosko demokracijo | Skupina zavezništva liberalcev in demokratov za Evropo |
| Jean-Claude Fruteau       | outre-mer               | Socialistična stranka          | Stranka evropskih socialistov                          |
| Patrick Gaubert           | Ile-de-France           | Zveza popularnega gibanja      | Evropska ljudska stranka - Evropski demokrati          |
| Jean-Paul Gauzès          | Nord-Ouest              | Zveza popularnega gibanja      | Evropska ljudska stranka - Evropski demokrati          |
| Claire Gibault            | Sud-Est                 | Zveza za francosko demokracijo | Skupina zavezništva liberalcev in demokratov za Evropo |
| Bruno Gollnisch           | Est                     | Narodna fronta                 | Neodvisni                                              |
| Natalie Griesbeck         | Est                     | Zveza za francosko demokracijo | Skupina zavezništva liberalcev in demokratov za Evropo |
| Françoise Grossetête      | Sud-Est                 | Zveza popularnega gibanja      | Evropska ljudska stranka - Evropski demokrati          |
| Ambroise Guellec          | Ouest                   | Zveza popularnega gibanja      | Evropska ljudska stranka - Evropski demokrati          |
| Catherine Guy-Quint       | Massif central - Centre | Socialistična stranka          | Stranka evropskih socialistov                          |
| Benoît Hamon              | Est                     | Socialistična stranka          | Stranka evropskih socialistov                          |
| Adeline Hazan             | Est                     | Socialistična stranka          | Stranka evropskih socialistov                          |
| Jacky Henin               | Nord-Ouest              | Francoska komunistična stranka | Evropska združena levica – Zelena nordijska levica     |
| Brice Hortefeux           | Massif central - Centre | Zveza popularnega gibanja      | Evropska ljudska stranka - Evropski demokrati          |
| Marie-Anne Isler-Béguin   | Est                     | Zeleni                         | Skupina Zelenih-Evropska svobodna zveza                |
| André Laignel             | Massif central - Centre | Socialistična stranka          | Stranka evropskih socialistov                          |
| Alain Lamassoure          | Sud-Ouest               | Zveza popularnega gibanja      | Evropska ljudska stranka - Evropski demokrati          |
| Carl Lang                 | Nord-Ouest              | Narodna fronta                 | Neodvisni                                              |
| Anne Laperrouze           | Sud-Ouest               | Zveza za francosko demokracijo | Skupina zavezništva liberalcev in demokratov za Evropo |
| Stéphane Le Foll          | Ouest                   | Socialistična stranka          | Stranka evropskih socialistov                          |
| Jean-Marie Le Pen         | Sud-Est                 | Narodna fronta                 | Neodvisni                                              |
| Marine Le Pen             | Ile-de-France           | Narodna fronta                 | Neodvisni                                              |
| Fernand Le Rachinel       | Nord-Ouest              | Narodna fronta                 | Neodvisni - od 22. oktobra 2004                        |
| Bernard Lehideux          | Ile-de-France           | Zveza za francosko demokracijo | Skupina zavezništva liberalcev in demokratov za Evropo |
| Marie-Noëlle Lienemann    | Nord-Ouest              | Socialistična stranka          | Stranka evropskih socialistov                          |
| Alain Lipietz             | Ile-de-France           | Zeleni                         | Skupina Zelenih-Evropska svobodna zveza                |
| Patrick Louis             | Sud-Est                 | Gibanje za Francijo            | Samostojnost in demokracija                            |
| Jean-Claude Martinez      | Sud-Ouest               | Narodna fronta                 | Neodvisni                                              |
| Véronique Mathieu         | Est                     | Zveza popularnega gibanja      | Evropska ljudska stranka - Evropski demokrati          |
| Philippe Morillon         | Ouest                   | Zveza za francosko demokracijo | Skupina zavezništva liberalcev in demokratov za Evropo |
| Pierre Moscovici          | Est                     | Socialistična stranka          | Stranka evropskih socialistov                          |
| Robert Navarro            | Sud-Ouest               | Socialistična stranka          | Stranka evropskih socialistov                          |
| Gérard Onesta             | Sud-Ouest               | Zeleni                         | Skupina Zelenih-Evropska svobodna zveza                |
| Béatrice Patrie           | Sud-Ouest               | Socialistična stranka          | Stranka evropskih socialistov                          |
| Vincent Peillon           | Nord-Ouest              | Socialistična stranka          | Stranka evropskih socialistov                          |
| Bernard Poignant          | Ouest                   | Socialistična stranka          | Stranka evropskih socialistov                          |
| Marie-Line Reynaud        | Ouest                   | Socialistična stranka          | Stranka evropskih socialistov                          |
| Michel Rocard             | Sud-Est                 | Socialistična stranka          | Stranka evropskih socialistov                          |
| Martine Roure             | Sud-Est                 | Socialistična stranka          | Stranka evropskih socialistov                          |
| Tokia Saïfi               | Nord-Ouest              | Zveza popularnega gibanja      | Evropska ljudska stranka - Evropski demokrati          |
| Gilles Savary             | Ile-de-France           | Socialistična stranka          | Stranka evropskih socialistov                          |
| Pierre Schapira           | Ile-de-France           | Socialistična stranka          | Stranka evropskih socialistov                          |
| Lydia Schenardi           | Sud-Est                 | Narodna fronta                 | Neodvisni                                              |
| Chantal Simonot           | Nord-Ouest              | Narodna fronta                 | Neodvisni - do 1. oktobra 2004                         |
| Margie Sudre              | outre-mer               | Zveza popularnega gibanja      | Evropska ljudska stranka - Evropski demokrati          |
| Jacques Toubon            | Ile-de-France           | Zveza popularnega gibanja      | Evropska ljudska stranka - Evropski demokrati          |
| Catherine Trautmann       | Est                     | Socialistična stranka          | Stranka evropskih socialistov                          |
| Ari Vatanen               | Sud-Est                 | Zveza popularnega gibanja      | Evropska ljudska stranka - Evropski demokrati          |
| Yannick Vaugrenard        | Ouest                   | Socialistična stranka          | Stranka evropskih socialistov                          |
| Paul Verges               | outre-mer               | Francoska komunistična stranka | Evropska združena levica – Zelena nordijska levica     |
| Bernadette Vergnaud       | Ouest                   | Socialistična stranka          | Stranka evropskih socialistov                          |
| Dominique Vlasto          | Sud-Est                 | Zveza popularnega gibanja      | Evropska ljudska stranka - Evropski demokrati          |
| Henri Weber               | Nord-Ouest              | Socialistična stranka          | Stranka evropskih socialistov                          |
| Francis Wurtz             | Ile-de-France           | Francoska komunistična stranka | Evropska združena levica – Zelena nordijska levica     |